# Кетмень (хребет)
Кетмень (Кетмен) (каз. Кетпен жотасы, Ұзынқара, уйг. Катман) — хребет к востоку от Заилийского Алатау в северном Тянь-Шане, отделяется от центрального Кегенской впадиной. Хребет находится на территории Уйгурского и Райымбекского районов Алматинской области, и расположен на территории Республики Казахстан и Китайской Народной Республики.

## География
Протяжённость хребта на территории Казахстана 160 км. Общая протяжённость хребта 310 км.
Хребет вытянут в широтном направлении, при этом его ширина достигает 40—50 км, на западе примыкает к хребту Кюнгёй-Ала-Тоо, а на востоке упирается в хребет Нарат. Северные склоны хребта переходят в Илийскую долину. Кетмень образует южную границу Семиречья. Абсолютные отметки высот варьируют от 3000 до 3600 м, высшая точка — гора Аспан (3652 м). Хребет преимущественно сложен магматическими породами, среди которых получили распространение эффузивы и граниты, среди осадочных присутствуют известняки. Склоны крутопокатые при пологих вершинах, не достигающих уровня снеговой линии. Хребет не имеет оледенения и снежников, но имеет зону вечной мерзлоты. Вершины хребта плоские и широкие. В наборе высотных поясов присутствуют степи, на северных склонах встречаются таежные леса, состоящие преимущественно из ели, перемежаемые луговыми участками. У подножия южного склона хребта были обнаружены останки вида Bison priscus cf. longicornis.
Одноимённый Кетменский перевал находится на высоте 3040 метров над уровнем моря в восточной части горного хребта. Через перевал, который соединяет северный склон в ущелье Кетмень и южный склон хребта долины реки Шалкудысу, проложена караванная тропа из Илийской долины в Кегень-Текесскую впадину.